# Ischyja
Ischyja là một chi bướm đêm thuộc họ Noctuidae.

## Hình ảnh

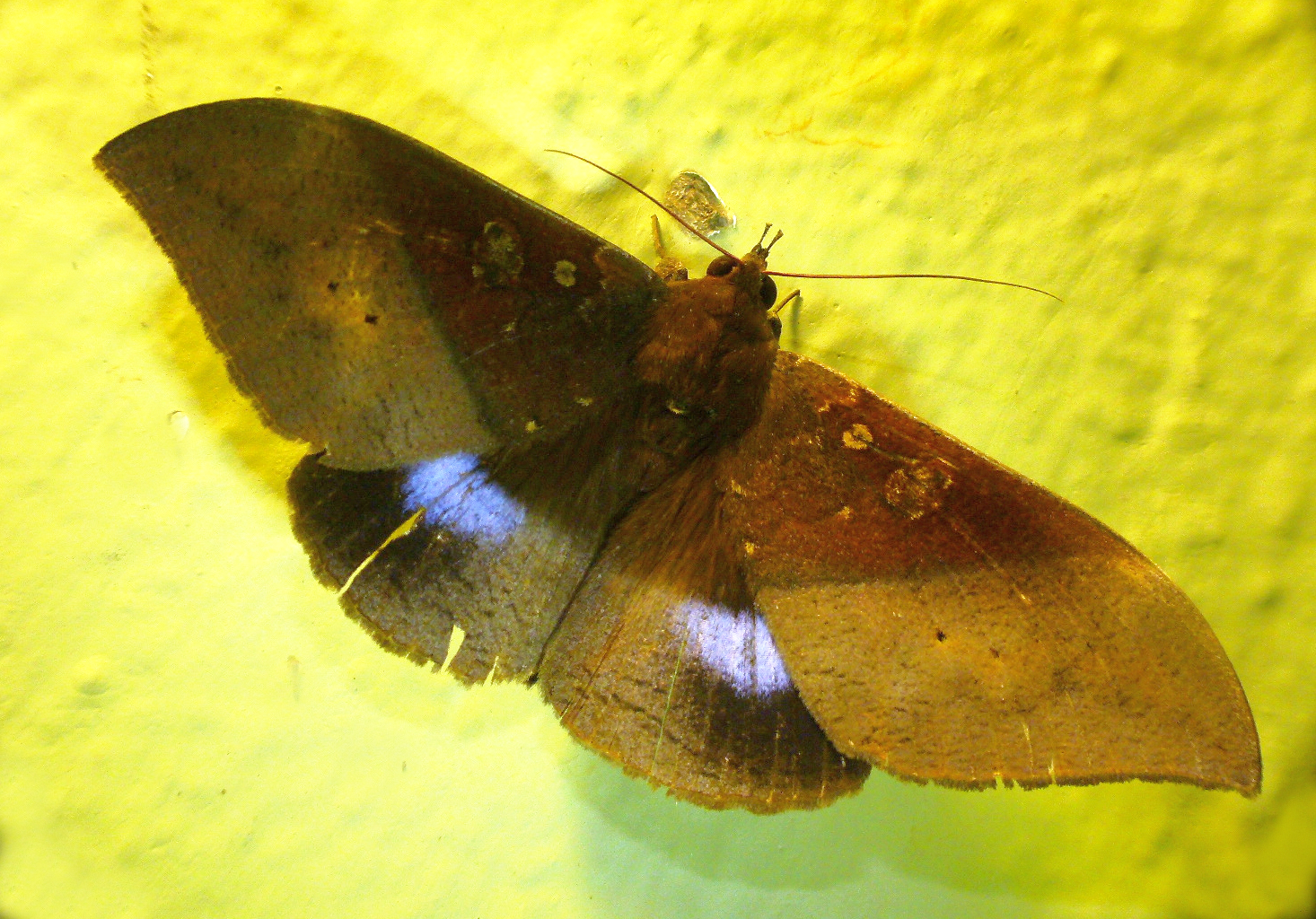

## Loài
- Ischyja albata Felder & Rogenhofer, 1874
- Ischyja ebusa Swinhoe, 1902
- Ischyja manlia Cramer, [1776]
- Ischyja neocherina Butler, 1877